# Korrekturbibel
Als Korrekturbibeln oder Gegenbibeln bezeichnet man jene katholischen Bibelübersetzungen, die bereits kurz nach Erscheinen der Lutherbibel (Neues Testament 1522, vollständige Bibel 1534) gedruckt wurden. Dazu zählen die Übersetzung des Neuen Testaments von Hieronymus Emser (1527) sowie die vollständigen Übersetzungen des Neuen wie auch des Alten Testaments von Johann Dietenberger (1534) und Johannes Eck (1537).
Nicht zu den katholischen Korrekturbibeln zählen die ebenfalls unabhängig von Luther entstandenen deutschsprachigen Übersetzungen der Täufer und der reformierten Kirche.

## Zeitlicher Ablauf

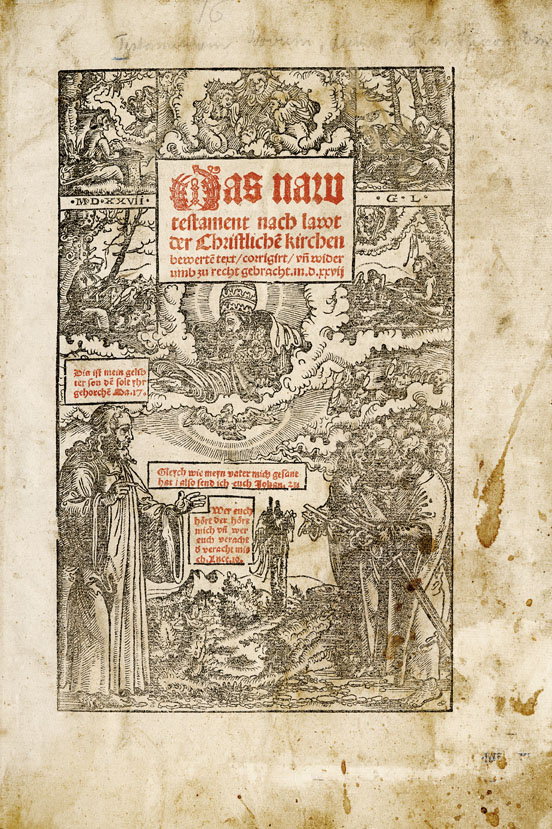
Das naw testament von Hieronymus Emser, 1527

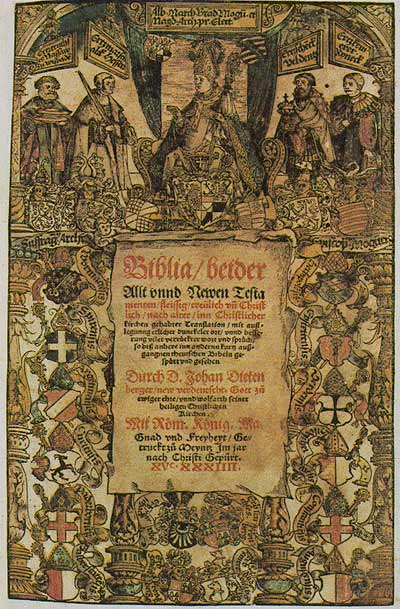
Biblia beider Allt vnnd Newen Testamenten von Johann Dietenberger, 1534

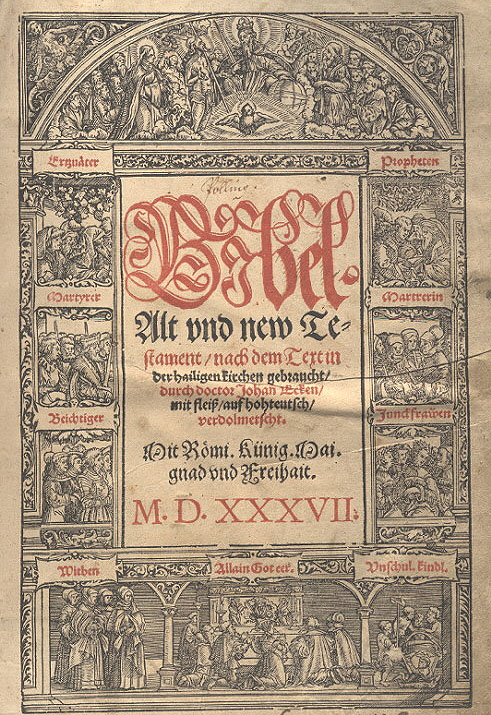
Bibel – Alt und new Testament von Johannes Eck, 1537

Schon vor Veröffentlichung der Lutherbibel kam es 1518 zu einem heftigen Disput zwischen Martin Luther und romtreuen Theologen, wobei der Ingolstädter Theologe Johannes Eck als Wortführer der Gegner hervortrat. Nachdem es zum endgültigen Bruch mit Rom gekommen war und Martin Luther am 3. Januar 1521 vom Papst exkommuniziert  sowie am 26. Mai desselben Jahres durch den Wormser Reichstag die Reichsacht über ihn verhängt wurde, machte sich dieser in seinem Versteck auf der Wartburg daran, das Neue Testament ins Deutsche zu übersetzen. Als Vorlage diente ihm dabei der griechische Grundtext, der 1516 von Erasmus von Rotterdam in Novum Instrumentum omne mit lateinischen Annotationes des italienischen Humanisten Lorenzo Valla herausgegeben worden war.
Im September 1522 erschien die Erste Auflage von Luthers Übersetzung des Neuen Testaments bei Melchior Lother in Wittenberg, das deshalb auch Septembertestament genannt wird. Die Verbreitung dieses Werks wurde kurz darauf verboten, eine Maßnahme, die Hieronymus Emser 1523 in seiner Schrift Auß was grund vnnd vrsach Luthers dolmatschung / vber das nawe testament / dem gemeinen man billich vorbotten worden sey verteidigte.
Der aus Schwaben stammende und in Dresden tätige Theologe war es auch, der im Auftrag des sächsischen Herzogs und entschiedenen Gegners Luthers, Georgs des Bärtigen, eine eigene Übersetzung anfertigte, die 1527 unter dem Titel Das naw testament nach lawt der Christlichen kirchen bewerten text / corrigirt / und widerumb zurecht gebracht in Dresden gedruckt wurde und bereits 1528 in einer zweiten Auflage erschien. Im Jahr 1530 erschien auf Initiative des katholischen Laienordens der Michaelisbrüder in Rostock eine auf Hieronymus Emser basierende niederdeutsche Übersetzung des Neuen Testaments.
Die „korrigierte“ katholische Version des Neuen Testaments von Hieronymus Emser unterschied sich jedoch nur geringfügig von Luthers Übersetzung. Emser hatte einige Wortschöpfungen Luthers durch oberdeutsche Worte ersetzt, die Satzstellung teilweise auf oberdeutsche Sprechgewohnheiten geändert und in manchen Fällen Textpassagen auf Basis der lateinischen Vulgata korrigiert. Der Rest war teilweise mit Luthers Version wortwörtlich identisch, was ihm auch einen Plagiatsvorwurf einbrachte. Luther schrieb 1530 in einem Sendbrief über Emser:

„… vnd nam fur sich mein New Testament / fast von wort zu wort / wie ichs gemacht hab … / schrieb seinen namen … dazu / verkaufft also mein Testament vnter seinem namen /“

Inzwischen hatte Luther Teile des Alten Testaments übersetzt, die in separaten Editionen veröffentlicht wurden. So entstanden 1523 der Pentateuch, 1524 die Bücher Josua bis Ester (Das Ander teyl des alten testaments), 1526 die Propheten Jona und Habakuk, 1527 die Propheten Sacharja und Jesaja (New deudsch Psalter) und 1529 die Weisheit Salomons.
Auch die Arbeiten Martin Luthers, die er in seinem ostmitteldeutschen Sächsisch verfasst hatte, wurden bald darauf ins Niederdeutsche übersetzt. Eine auf Luther basierende Übertragung ins Niederdeutsche wurde 1522 in Augsburg gedruckt und im selben Jahr erschien eine Version, die sowohl auf Luther als auch auf der Halberstädter Bibel von Lorenz Stuchs basiert. Diese Werke erschienen unter folgenden Titeln:
- Dat nyge Testament tho dude, Hambourgh (anonym) 1522
- Dat ollde Testament Düdesch, von Caspar Ammann, Augsburg 1522

Daneben entstanden in der Schweiz auch folgende alemannische Übersetzungen von Luthers bisherigen Publikationen:
- Das gantz Nüw Testament recht grüntlich vertütscht, Zürich, 1524
- Das Alt Testament dütsch, Zürich, 1525
- Das Ander teyl des Alten Testaments, Zürich, 1525
- Das dritt teyl des Alten Testaments, Zürich, 1525
- Das Vierde teyl des Alten Testament, Zürich, 1527
- Diss sind die Bücher die by den alten vnder Biblische gschrifft nit gezelt sind, Zürich, 1529

Schon 1530 erschien in der Schweiz die erste alemannische Gesamtübersetzung des Alten und Neuen Testaments, die zum einen auf Martin Luther basierte und sich bei den zu diesem Zeitpunkt noch fehlenden Teilen des Alten Testaments auf die Zürcher Prädikanten stützte:
- Die gantze Bibel … auffs aller treüwlichste verteütschet, Zürich 1530 und 1531.

Kurze Zeit später hatte auch Martin Luther seine Übersetzungsarbeit abgeschlossen und im Jahr 1534 erschien die erste komplette Lutherbibel mit allen Teilen des Neuen und Alten Testaments beim Drucker Hans Lufft in Wittenberg. Das Alte Testament hatte Luther mit einem Team der Universität Wittenberg aus dem Hebräischen übersetzt, wobei die Vulgata, die Septuaginta und andere Übersetzungen (Wormser Propheten) zum Vergleich herangezogen wurden.
Im selben Jahr erschien mit Johann Dietenbergers Mainzer Bibel von 1534 die erste katholische Vollbibel. Dieser hatte schon 1529 eine revidierte Version von Hieronymus Emsers Das naw testament herausgebracht und im Anschluss an der Übersetzung des Alten Testaments gearbeitet. Dabei orientierte er sich zum Teil an Luther, nahm aber auch die Wormser Propheten von 1527 als Basis sowie die Arbeiten von Leo Jud an der Zürcher Bibel und andere vorlutherische deutsche Übersetzungen.
Im Jahr 1537 erschien eine zweite katholische Vollbibel von Johannes Eck („Eck-Bibel“) mit einem noch stärkeren oberdeutschen Sprachcharakter als die Dietenbergersche Version. Der aus dem Allgäu stammende und als Professor an der Universität Ingolstadt tätige Theologe Eck erstellte seine Bibelübersetzung im Auftrag des bayerischen Herzogs Wilhelm IV. und widmete sie dem Salzburger Erzbischof Matthäus Lang von Wellenburg. Er ersetzte zahlreiche ostmitteldeutsche Wörter der Lutherbibel und schweizerische Wörter aus der Zürcher Bibel durch bairische, wie etwa das Wort „hügel“ durch „bühel“, „bersten“ durch „brechen“ und „beutel“ durch „seckel“. Viele oberdeutsche Wörter bei Eck verstehen aber selbst heutige Sprecher von bairischen Dialekten nicht mehr, da diese im Laufe der Zeit von hochdeutschen Ausdrücken verdrängt wurden. Dies führte dazu, dass die spätere germanistische Forschung die Bibel von Johannes Eck sehr negativ bewertete und sogar das Biographisch-Bibliographische Kirchenlexikon über sein Werk schreibt:

„Im Auftrag seiner Herzöge übertrug E. die Bibel in den bayrisch-schwäbischen Dialekt. Seine sprachlich ungenießbare Bibelübersetzung erschien 1537.“

Doch zu dieser Zeit schrieben selbst die kaiserlichen Kanzleien in der Maximilianischen Kanzleisprache ein sehr ähnliches Oberdeutsch, das heute nach Dialekt klingt, damals allerdings Schriftsprache war.
Beide vollständigen Korrekturbibeln wurden in den katholischen Regionen lange Zeit benutzt und behielten ihre theologische und linguistische Wirkung bis ins 18. Jahrhundert. Die in einem moderat oberdeutschen Schreibstil gehaltene Bibel von Johann Dietenberger war dabei die erfolgreichere und weiter verbreitete und wurde in der Kölner Neuedition von 1571 nur mehr die Catholische Bibell genannt. Die letzte Auflage erschien 1776 in Augsburg. Die deutlich bairischere Bibel von Johannes Eck war aber gleichfalls lange Zeit in Verwendung, besonders im Kurfürstentum Bayern, im Erzbistum Salzburg und in Österreich, und bereits 1550 erschien eine zweite Auflage, 1558 die dritte, 1602 die vierte, 1611 die fünfte, 1619 die sechste und 1630 die siebte und letzte.

## Linguistische Konsequenzen
Die Lutherbibel war nicht die erste Übersetzung der Bibel in eine deutsche Sprache (siehe Vorlutherische deutsche Bibeln), dennoch erreichte sie innerhalb kürzester Zeit weitere Verbreitung als alle vorangegangenen Drucke. Zur selben Zeit gab es jedoch noch andere Bibelübersetzer, von denen einige ebenfalls der Reformation zugeneigt waren und andere offen in Opposition zu Luther standen. 
Die Gegner Luthers legten ihren Übersetzungen gemäß der kirchlichen Tradition die Vulgata-Bibel zu Grunde, also die lateinische Übersetzung des Hieronymus, der auch  den hebräischen, aramäischen und griechischen Urtext verwendete. Luther und andere Humanisten legten ihren Übersetzungen die Urtexte selbst zugrunde, nach dem Motto: Ad fontes! Tatsächlich hat die Vulgata aber bei Luthers Übersetzung des Neuen Testaments eine Brückenfunktion.
Die moderne theologische und sprachwissenschaftliche Forschung konnte zeigen, dass sich die verschiedenen deutschsprachigen Übersetzungen des 16. Jahrhunderts in Wirklichkeit weniger durch abweichende theologische Auslegungen unterschieden, als durch verschiedene sprachgeographische Schwerpunkte. Luther übersetzte in sein ostmitteldeutsches Sächsisch, während sich die Korrekturbibeln eher durch eine oberdeutsche Schreibform auszeichneten, die sich an der Druckersprache von Augsburg, Nürnberg und Ingolstadt orientierte. Daneben entstanden im Norden Übersetzungen ins Niederdeutsche und in der Schweiz alemannische Übersetzungen. 1526 veröffentlichte Jacob van Liesvelt auch die erste komplette Bibel auf Niederländisch, die zum Teil auf Luther, zum Teil aber auch auf der Vulgata und den Übersetzungen des Erasmus von Rotterdam und des Schweizer Oecolampadius basierte.
Innerhalb kurzer Zeit waren somit in allen kontinentalwestgermanischen Schreibregionen eigene Übersetzungen entstanden (Ostmitteldeutsch, Niederdeutsch, Oberdeutsch, Schweizerdeutsch und Niederländisch) und es gab damit alles andere als eine einheitliche Schriftsprache. Erst längerfristig konnte sich die sächsische Version Luthers durchsetzen und somit dem Ostmitteldeutschen zum Durchbruch als neuhochdeutscher Standardsprache verhelfen. In Bayern, Österreich und der Schweiz dauerte dieser Prozess allerdings bis ins späte 18. Jahrhundert, während die niederländischen Regionen diesen Prozess nicht mitmachten und ihre eigene Sprache zu einer modernen Standardsprache ausbauten.